# Brown mot Entertainment Merchants Association
Brown mot Entertainment Merchants Association (eller Schwarzenegger mot Entertainment Merchants Association) var ett rättsfall i USA:s högsta domstol som den 27 juni 2011 stoppade Kaliforniens lagstiftning från 2005 som användes för att förhindra försäljningen av våldsamma datorspel till barn utan målsmans tillåtelse. Med siffrorna 7–2 beslutade USA:s högsta domstol att upphäva Kaliforniens lag, och förklarade att dator- och TV-spel stred mot det så kallade första tillägget till USA:s konstitution.
Beslutet sågs som en framgång för spelindustrin, och ett nederlag för barnrättsgrupper. Flera av domarna menade att frågan behövde tas upp igen i framtiden, då tekniken och spelen utvecklades.

### Fotnoter
1. ↑  Arnold Schwarzenegger var delstatsguvernör i Kalifornien då rättsfallet inleddes den 2 november 2010, men ersattes senare av Jerry Brown.
2. ↑  ”Schwarzenegger v. EMA”. mediacoalition.org. 2010. http://www.mediacoalition.org/VSDA-v.-Schwarzenegger-. Läst 14 juni 2014.
3. ↑  ”Schwarzenegger v. EMA”. supremecourt.gov. 2011. Arkiverad från originalet den 5 mars 2021. https://web.archive.org/web/20210305072348/https://www.supremecourt.gov/opinions/10pdf/08-1448.pdf. Läst 14 juni 2014.
4. ↑  The killing game